# Dumuzi
Dumuzi sumersky pravý syn, akkadsky Du´úzu, hebrejsky Tammúz (תַּמּוּז), v syrské a foinické mytologii vystupuje jako Adón. V Sumersko-akkadské mytologii jeden z hlavních bohů plodnosti a potence, pastýř v některých oblastech přebíral i roli boha podsvětí. Nejprve milenec, později i manžel bohyně Ištar (Inanny).
Uctívání tohoto boha začalo kolem roku 3500 př. n. l. a trvalo zhruba do roku 200 př. n. l.

## Rodinné poměry
- otec: Enki
- matka: Dutur – bohyně, o které se ví pouze to, že byla matkou Dumuziho
- sestra: Geštinanna – bohyně vinné révy, měli spolu velmi silný vztah
- manželka: Inanna (Ištar)

## Dumuzi v literatuře
V literatuře byl jeho vztah s bohyní Inannou velice populární, proto lze sledovat vývoj tohoto vztahu, prakticky ničím jiným se Dumuzi neproslavil.
- Spor Dumuziho a Enkimdua – zde Dumuzi a Enimduem (božský rolník, obhospodařoval zavlažovací kanály). Enkimdu zde nabízí potraviny a pivo, Dumunzi nemůže v nabídce konkurovat, oba nápadníci se pak poperou. Poté se vychvalují, Inanna si nakonec zvolí Dumunziho a Enkimdu je pozván na svatbu, kam slíbí přinést dary.
- Sestup Inanny do podsvětí – Tento mýtus je zachován v mnoha verzích. Základ všech verzí je stejný – Inanna šla do podsvětí, protože chtěla získat moc nad svou sestrou Ereškigalou. V podsvětí však uvízla a aby se mohla vrátit zpět musí za sebe sehnat náhradu, to se jí nedaří. Nakonec vydá do podsvětí Dumuziho, protože ji byl nevěrný. Dumuzi se na radu Utua promění v hada a skryje se v ovčíně, zde je však nalezen a odvlečen do podsvětí, kde má zůstat napořád. Jeho sestra (Geštinanna) se nabídne, že se s ním bude po půl roce střídat. Tímto způsobem si lidé pravděpodobně vysvětlovali střídání léta a zimy.
- Dumuziho sen (někdy též Dumuziho smrt) – jedná se o velice složitý mýtus. Zde se Dumuzi obává smrti (což je poněkud podivné, protože je nesmrtelný), zdá se mu sen ve kterém vidí démony, kteří ho všude pronásledují. Sen mu vyloží jeho sestra Geštinanna. Již v reálu se pak příběh odehrává, Geštinanna se snaží bratrovi pomoci, démoni zaútočí na ni, ale úkryt Dumuziho neprozradí. Démoni se však od někoho dozvědí kde se schovává (není jasné od koho). Dumuzi prosí o pomoc Utua ten ho promění v gazelu a Dumuzimu se podaří třikrát utéci, ale nakonec je dostižen.

Na počest Dumuziho a Inanny byl prováděn rituál posvátného sňatku, který byl později pozměněný převzat Egypťany a Řeky.
Tammúz se jmenoval i čtvrtý měsíc babylonského kalendáře, který po svém návratu z babylonského zajetí převzali i židé. Dodnes tak Arabové nazývají měsíc červenec, ale tento název se používá pouze v Levantě a Mezopotámii, tedy oblastech vlivu babylonské kultury. Na stejné období roku připadá i Tamuz v židovském kalendáři.
Tammúz byl s Palestině spojován s pohanskými kulty, kdy každoročně umíral a v jeruzalémském chrámu byl oplakáván ženami (Bible, Ez 8, 14 (Kral, ČEP)). V helénismu Inannu nahradila Afrodíté.